# Zeta Caeli
Zeta Caeli (ζ Caeli, förkortad Zeta Cae, ζ Cae), som är stjärnans Bayer-beteckning, är en ensam stjärna i nordvästra delen av stjärnbilden Gravstickeln. Den har en skenbar magnitud av 6,36 och är svagt synlig för blotta ögat där ljusföroreningar ej förekommer. Baserat på parallaxmätning inom Hipparcosuppdraget på ca 7,6 mas, beräknas den befinna sig på ett avstånd av ca 430 ljusår (132 parsek) från solen.

## Egenskaper
Zeta Caeli är en orange till röd jättestjärna av spektralklass K0 III och ingår i den tjockare delen av Vintergatans skiva. Den har en radie som är ca 4,2 gånger solens radie och avger ca 60 gånger mer energi än solen från dess fotosfär vid en effektiv temperatur på ca 4 600 K.